# Creation
Creation is een Britse biografische dramafilm uit 2009 over Charles Darwin's relatie met zijn vrouw Emma en zijn nagedachtenis aan hun oudste dochter Annie, terwijl hij worstelt om On the Origin of Species te schrijven. De film, geregisseerd door Jon Amiel en met in de hoofdrol het echtpaar Paul Bettany en Jennifer Connelly als Charles en Emma Darwin, is een enigszins gefictionaliseerd verslag gebaseerd op de Darwin-biografie Annie's Box van Randal Keynes.

## Synopsis
Charles Darwin is naast wetenschapper ook vader en echtgenoot. Zijn diepgelovige vrouw heeft het moeilijk met zijn schokkende theorieën over de evolutie en zelf kampt Darwin met de dood van hun tienjarige dochtertje.

## Rolverdeling
- Paul Bettany als Charles Darwin
- Jennifer Connelly als Emma Darwin
- Martha West als Annie Darwin
- Freya Parks als Etty Darwin
- Christopher Dunkin als George Darwin
- Gene Goodman als Frank Darwin
- Harrison Sansostri als Leonard Darwin
- Benedict Cumberbatch als Joseph Dalton Hooker
- Jeremy Northam als Dominee John Brodie Innes
- Toby Jones als Thomas Henry Huxley
- Bill Paterson als Dr. Gully
- Robert Glenister als Sir Henry Holland